# Waterpolo en la Universiada
El waterpolo en la Universiada comenzó su edición masculina en 1959, en la primera Universiada, y desde entonces ha tenido participación con excepción de los años 1975 y 1989. La edición femenina fue introducida para la Universiada 2009.

## Waterpolo masculino

### Historial
| Año  | Sede              | Oro                 | Plata               | Bronce              |
| ---- | ----------------- | ------------------- | ------------------- | ------------------- |
| 2017 | Taipéi            | Serbia              | Rusia               | Italia              |
| 2015 | Gwangju           | Hungría             | Italia              | Estados Unidos      |
| 2013 | Kazán             | Hungría             | Rusia               | Serbia              |
| 2011 | Shenzhen          | Serbia              | Rusia               | Macedonia del Norte |
| 2009 | Belgrado          | Australia           | Croacia             | Serbia              |
| 2007 | Bangkok           | Montenegro          | Italia              | Hungría             |
| 2005 | Esmirna           | Serbia y Montenegro | Hungría             | Turquía             |
| 2003 | Daegu             | Hungría             | Serbia y Montenegro | Australia           |
| 2001 | Pekín             | Italia              | Rusia               | Hungría             |
| 1999 | Palma de Mallorca | España              | Italia              | Hungría             |
| 1997 | Catania           | Italia              | Hungría             | Australia           |
| 1995 | Fukuoka           | Yugoslavia          | Hungría             | Australia           |
| 1993 | Buffalo           | Estados Unidos      | Hungría             | Italia              |
| 1991 | Sheffield         | Estados Unidos      | China               | Italia              |
| 1987 | Zagreb            | Italia              | Cuba                | Yugoslavia          |
| 1985 | Kōbe              | Unión Soviética     | Yugoslavia          | Cuba                |
| 1983 | Edmonton          | Unión Soviética     | Estados Unidos      | Cuba                |
| 1981 | Bucarest          | Cuba                | Estados Unidos      | Rumania             |
| 1979 | Ciudad de México  | Estados Unidos      | Unión Soviética     | Yugoslavia          |
| 1977 | Sofía             | Rumania             | Hungría             | Italia              |
| 1973 | Moscú             | Unión Soviética     | Cuba                | Estados Unidos      |
| 1970 | Turín             | Unión Soviética     | Italia              | Hungría             |
| 1967 | Tokio             | Japón               | Estados Unidos      | Italia              |
| 1965 | Budapest          | Hungría             | Unión Soviética     | Rumania             |
| 1963 | Porto Alegre      | Hungría             | Unión Soviética     | Brasil              |
| 1961 | Sofía             | Yugoslavia          | Unión Soviética     | Hungría             |
| 1959 | Turín             | Yugoslavia          | Hungría             | Italia              |

### Palmarés
| Núm. | País                | Oro | Plata | Bronce | Total |
| ---- | ------------------- | --- | ----- | ------ | ----- |
| 1    | Hungría             | 5   | 6     | 5      | 16    |
| 2    | Unión Soviética     | 4   | 4     | 0      | 8     |
| 3    | Italia              | 3   | 4     | 5      | 11    |
| 4    | Estados Unidos      | 3   | 3     | 2      | 8     |
| 5    | Yugoslavia          | 3   | 1     | 2      | 9     |
| 6    | Serbia              | 2   | 0     | 2      | 4     |
| 7    | Cuba                | 1   | 2     | 2      | 5     |
| 8    | Serbia y Montenegro | 1   | 1     | 0      | 2     |
| 9    | Australia           | 1   | 0     | 3      | 4     |
| 10   | Rumania             | 1   | 0     | 2      | 3     |
| 11   | España              | 1   | 0     | 0      | 1     |
| 12   | Montenegro          | 1   | 0     | 0      | 1     |
| 12   | Japón               | 1   | 0     | 0      | 1     |
| 14   | Rusia               | 0   | 4     | 0      | 4     |
| 15   | China               | 0   | 1     | 0      | 1     |
| 16   | Croacia             | 0   | 1     | 0      | 1     |
| 17   | Brasil              | 0   | 0     | 1      | 1     |
| 17   | Turquía             | 0   | 0     | 1      | 1     |
| 17   | Macedonia del Norte | 0   | 0     | 1      | 1     |

## Waterpolo femenino

### Historial
| Año  | Sede     | Oro            | Plata          | Bronce |
| ---- | -------- | -------------- | -------------- | ------ |
| 2017 | Taipéi   | Estados Unidos | Hungría        | Japón  |
| 2015 | Gwangju  | Australia      | Canadá         | Rusia  |
| 2013 | Kazán    | Rusia          | Hungría        | Italia |
| 2011 | Shenzhen | China          | Estados Unidos | Rusia  |
| 2009 | Belgrado | China          | Hungría        | Rusia  |

### Palmarés
| Núm. | País           | Oro | Plata | Bronce | Total |
| ---- | -------------- | --- | ----- | ------ | ----- |
| 1    | China          | 2   | 0     | 0      | 2     |
| 2    | Estados Unidos | 1   | 1     | 0      | 3     |
| 3    | Rusia          | 1   | 0     | 3      | 3     |
| 4    | Australia      | 1   | 0     | 0      | 1     |
| 5    | Hungría        | 0   | 3     | 0      | 3     |
| 6    | Japón          | 0   | 0     | 1      | 1     |
| 7    | Italia         | 0   | 0     | 1      | 1     |